# Akiva Schaffer
Akiva D. Schaffer, född 1 december 1977 i Berkeley, Kalifornien, USA, är en amerikansk manusförfattare, artist, sångare, filmregissör och skådespelare. Han är mest känd som medlem i rap- och komikgruppen The Lonely Island. Han är gift med Liz Cackowski och fick sitt första barn med henne 2011.

## Diskografi

### Med The Lonely Island
Studioalbum
- 2009 – Incredibad
- 2011 – Turtleneck & Chain
- 2013 – The Wack Album

Soundtrack album
- 2016 – Popstar: Never Stop Never Stopping

## Filmografi

### Med The Lonely Island
- 2007 – Hot Rod
- 2010 – MacGruber (manusförfattare, regissör, producent)
- 2012 – Grannpatrullen
- 2014 – Bad Neighbours
- 2016 – Popstar: Never Stop Never Stopping
- 2017 – Brigsby Bear